# Manduca calapagensis
Manduca calapagensis är en fjärilsart som beskrevs av Holland 1889. Manduca calapagensis ingår i släktet Manduca och familjen svärmare. Inga underarter finns listade i Catalogue of Life.